# Korab Bakraqi
Korab Bakraqi, född 3 november 1991, är en svensk fotbollsspelare.
Bakraqi blev svensk mästare i futsal 2012 med Futsal Club Ibra från Göteborg.

## Karriär
Bakraqi började spela fotboll i IFK Mariestad. Som tioåring gick han till IFK Göteborg, där han spelade för olika ungdomslag fram tills han var 18. Då gick han över till Qviding FIF, som han spelade tre matcher för i Division 1 2010. Han stannade i Qviding i ett halvår innan han valde att gå till Gunnilse IS. Under sin debutsäsong i Gunnilse spelade han sex matcher samt gjorde ett mål. Under sin andra säsong (2011) spelade han 13 matcher och gjorde ett mål. 2012 gjorde han endast ett inhopp för klubben.
Sommaren 2012 skrev Bakraqi på för Ljungskile SK. Under hösten 2012 gjorde han tre mål på nio matcher i Superettan. Tidigt på säsongen 2013, i en cupmatch mot GAIS, skadade Bakraqi korsbandet i vänster knä – vilket höll han borta från spel i över ett år. Den 14 april 2014 gjorde han comeback efter sin skada i en 0–0-match mot Landskrona BoIS, där han blev inbytt i den 78:e minuten mot David Johannesson. I februari 2015 skrev han på för division 1-klubben Qviding FIF.